# Шудт, Иоганн Якоб
Иоганн Якоб Шудт (нем. Johann Jacob Schudt; 1664, Франкфурт-на-Майне — 1722, Франкфурт-на-Майне) — немецкий историк, гебраист.

## Научная и преподавательская деятельность
Образование получил в Виттенбергом университете в 1680—1684 годах. Востоковедением стал заниматься в Гамбурге под руководством Ездраса Едзардуса в 1684—1689 годах.
В 1689 году вернулся во Франкфурт-на-Майне, где преподавал в городской гимназии, став  в 1717 году её директором.

### Труды
- Compendium historiæ judaicæ (1700). Здесь собраны и подвергнуты строгой критике сведения о еврейском народе, помещенные у различных языческих писателей;
- Judæus Christicida (1703);
- Specimen compendii philologici (1704, анонимно; 2-е изд. — 1711);
- Jüdische Denkwürdigkeiten (4 части, 1714—1717). Здесь о положении евреев в новое время.